# Arman Carukjan
Arman Nairowicz Carukjan (orm. Արման Ծառուկյան; ur. 11 października 1996 w Achalkalaki) – ormiańsko-rosyjski zawodnik mieszanych sztuk walki (MMA) wagi lekkiej. Od 2019 zawodnik Ultimate Fighting Championship (UFC).

## Życiorys
Carukjan urodził się w ormiańskiej, zamożnej rodzinie w Achalkalaki, w Gruzji. Jako dziecko grał w hokeja na lodzie przez 10 lat na pozycji lewego skrzydłowego. Pełnił funkcję specjalnego trenera szkoleniowego dla Siewierstal Czerepowiec w sezonie 2019-20. Niemal całą młodość spędził w Rosji, gdzie jego ormiańscy rodzice wyjechali, gdy miał ledwie trzy lata. Posiada podwójne obywatelstwo.  

## Kariera MMA

### Wczesna kariera
W zawodowym MMA zadebiutował 25 września 2015 roku, wygrywajac przed czasem z Szamilem Olochanowem przez techniczny nokaut w pierwszej rundzie. W tym samym roku przegrał z Aleksandrem Belichem przez nokaut w pierwszej rundzie. W kolejnych latach kontynuował serię zwycięstw, wygrywając kolejne 12 walk z 9 zakończeniami przed czasem. W grudniu 2016 roku udanie zrewanżował się Belichowi, poddając go duszeniem gilotynowym pierwszej rundzie. Do czasu podpisania kontraktu na cztery walki z największą światową organizacją UFC zgromadził rekord 13-1.

### UFC

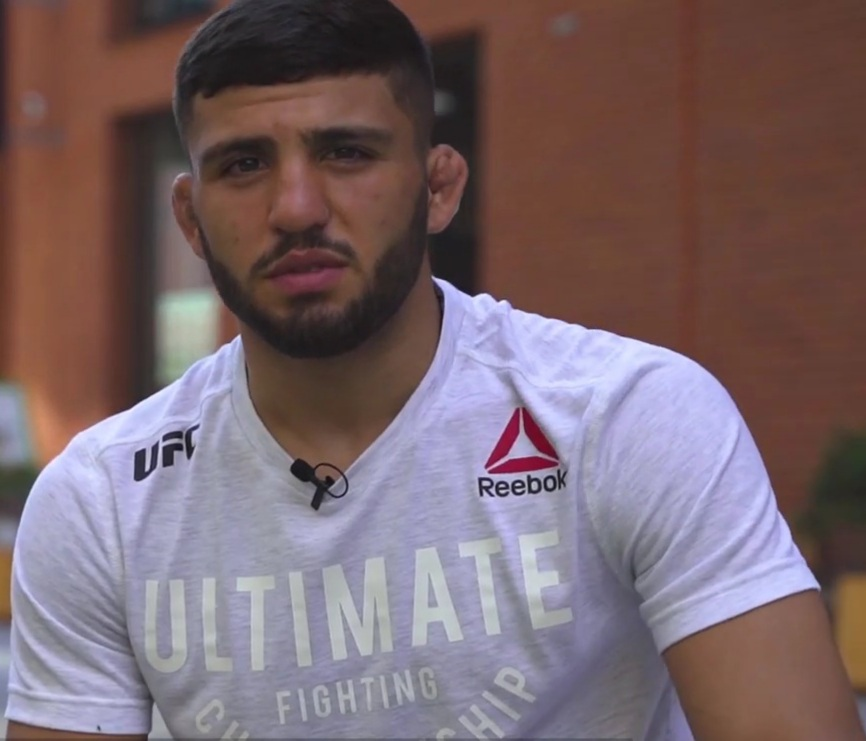
Carukjan (2019)

W pierwszej walce dla amerykańskiego giganta zmierzył się przeciwko Isłamowi Machaczewowi, jednemu z głównych partnerów treningowych Chabiba Nurmagomiedowa, 20 kwietnia 2019 roku podczas UFC Fight Night: Overeem vs. Oleinik. Przegrał jednogłośną decyzją. Pojedynek nagrodzono bonusem za walkę wieczoru.
27 lipca 2019 roku na gali UFC 240 pokonał jednogłośnie Oliviera Aubin-Merciera.
Oczekiwano, że Carukjan zmierzy się z Davisem Ramosem 11 kwietnia 2020 r. podczas UFC Fight Night: Overeem vs. Harris, jednak z powodu pandemii COVID-19 wydarzenie zostało  przełożone. Walka ostatecznie miała miejsce na UFC Fight Night 172 19 lipca 2020 r, gdzie Carukjan rozbił rywala na pełnym dystansie.
24 stycznia 2021 roku na UFC 257 miał zmierzyć się z Nasratem Haqparastem. W dniu ważenia Haqparast wycofał się z walki, powołując się na chorobę. W rezultacie nowym rywalem Carukjana został Matt Frevola. W wyniku niezrobienia wagi Carukjan stracił 20% swojej gaży, która trafiła do rywala. Carukjan wygrał walkę jednogłośną decyzją sędziowską.
Podczas UFC Fight Night 192, które odbyło się 18 września 2021 technicznie znokautował Christosa Giagosa w pierwszej odsłonie pojedynku, trafiając Amerykanina lewym sierpowym, po którym ten stracił równowagę, Carukjan po tym ciosie ruszył szybko do akcji i przy siatce atakował w odwróconego plecami rywala kolejnymi mocnymi uderzeniami, po czym przerwał to sędzia. Po walce otrzymał bonus finansowy w kategorii występ wieczoru.
Później, w podobny sposób pokonał po krwawej walce hiszpańskiego grapplera, Joela Álvarezea, z którym zmierzył się podczas UFC Fight Night 202 26 lutego 2022. Wygrana przyniosła Ormianinowi drugą z rzędu nagrodę za występ wieczoru.
26 czerwca 2022 (wydarzenie rozpoczęło się dzień wcześniej) podczas walki wieczoru gali UFC Fight Night: Tsarukyan vs. Gamrot przegrał po pięciu rundach decyzją jednogłośną z Mateuszem Gamrotem. Po walce obaj otrzymali bonus za najlepszą walkę wieczoru.
29 września 2022 dziennikarz Eurosportu, Marcel Dorff podał, że w następnej walce zmierzy się z Rosjaninem pochodzenia kazachskiego, Damirem Ismagułowem, podczas ostatniej gali UFC organizowanej w 2022. Po trzech rundach walki Carukjan zwyciężył przez jednogłośną decyzję sędziów.
29 kwietnia 2023 w walce wieczoru UFC Fight Night: Tsarukyan vs. Moicano miał zmierzyć się z Renato Moicano. 14 kwietnia ogłoszono, że Brazylijczyk doznał urazu, który wykluczył go z udziału w walce. Nowym rywalem Carukjana został inny Brazylijczyk, Joaquim Silva, a walkę obu zawodników przeniesiono na przypadającą 17 czerwca galę UFC on ESPN: Vettori vs. Cannonier. W trzeciej minucie trzeciej rundy Ormianin zasypał rywala gradem uderzeń, zmuszając sędziego do przerwania pojedynku.
W walce wieczoru gali UFC Fight Night: Dariush vs. Tsarukyan 2 grudnia 2023 zawalczył z Beneilem Dariushem. Znokautował doświadczonego Amerykanina już w pierwszej minucie pojedynku. Wygrana przyniosła mu trzeci bonus za występ wieczoru.
Podczas jubileuszowej gali UFC 300, która odbyła się 13 kwietnia 2024 w T-Mobile Arena zawalczył z byłym mistrzem UFC, Charlesem Oliveirą. Sędziowie nie byli zgodni w punktowaniu i wskazali w stosunku 2 x 29-28, 28-29 na zwycięstwo Ormianina. Pojedynek był eliminatorem do walki o pas mistrzowski UFC w wadze lekkiej. 
Oczekiwano, że 18 stycznia 2025 w walce wieczoru gali UFC 311, stoczy rewanż z Isłamem Machaczewem o jego pas mistrzowski UFC w wadze lekkiej. Ostatecznie na dzień przed wydarzeniem Carukjan musiał wycofać się z pojedynku z powodu urazu pleców .

## Kariera w grapplingu
Carukjan wygrał walkę w formule grapplingu na wydarzeniu NAGA Los Angeles 1 października 2023 roku, poddając wszystkich trzech swoich przeciwników.

## Kontrowersje

### Incydent na UFC 300
Przed walką z Charlesem Oliveirą uderzył fana, wchodząc w tym samym czasie do oktagonu. Dana White powiedział po UFC 300, że obawia się, że federacja stanie przed sądem ze strony zaangażowanego kibica. Jednak Carukjan i UFC nie stanęli przed żadnymi działaniami prawnymi. Niemniej jednak Nevada State Athletic Commission (NSAC) spotkała się z Ormianinem 30 kwietnia 2024, aby omówić incydent. Postanowili uciąć mu 20% jego wynagrodzenia za walkę (31 600 USD z 158 000 USD). 25 czerwca 2024 ogłoszono, że Carukjan został ukarany grzywną w wysokości 25 tysięcy dolarów i wykluczony z walk na dziewięć miesięcy, co umożliwi mu rywalizację dopiero od 12 stycznia 2025, chyba że wygłosi zatwierdzone przez NSAC oświadczenie w sprawie przeciw

## Lista zawodowych walk MMA
| Wynik     | Bilans | Przeciwnik (bilans przed walką) | Rozstrzygnięcie                          | Runda | Czas | Rozgrywki                                                | Data       | Miejsce                  | Uwagi                                                     |
| --------- | ------ | ------------------------------- | ---------------------------------------- | ----- | ---- | -------------------------------------------------------- | ---------- | ------------------------ | --------------------------------------------------------- |
| Wygrana   | 22-3   | Charles Oliveira (34-9. 1 NC)   | Decyzja (niejednogłośna)                 | 3     | 5:00 | UFC 300                                                  | 13.04.2024 | Las Vegas                | Eliminator do walki o pas mistrzowski UFC w wadze lekkiej |
| Wygrana   | 21-3   | Beneil Dariush (22-5-1)         | KO (kolano i ciosy pięściami w parterze) | 1     | 1:04 | UFC Fight Night: Dariush vs. Tsarukyan                   | 02.12.2023 | Austin                   | Bonus za występ wieczoru. Main Event                      |
| Wygrana   | 20-3   | Joaquim Silva (17-5-1)          | TKO (ciosy pięściami w parterze)         | 3     | 3:25 | UFC on ESPN: Vettori vs. Cannonier                       | 17.06.2023 | Las Vegas                | Co-Main Event                                             |
| Wygrana   | 19-3   | Damir Ismagułow (24-1)          | Decyzja (jednogłośna)                    | 3     | 5:00 | UFC Fight Night: Cannonier vs. Strickland                | 17.12.2022 | Las Vegas                | Co-Main Event                                             |
| Przegrana | 18-3   | Mateusz Gamrot (20-1. 1 NC)     | Decyzja (jednogłośna)                    | 5     | 5:00 | UFC on ESPN: Tsarukyan vs. Gamrot                        | 26.06.2022 | Las Vegas                | Bonus za walkę wieczoru. Main Event                       |
| Wygrana   | 18-2   | Joel Alvarez (19-2)             | TKO (ciosy w parterze)                   | 2     | 1:57 | UFC Fight Night: Makhachev vs. Green                     | 26.02.2022 | Las Vegas                | Bonus za występ wieczoru.                                 |
| Wygrana   | 17-2   | Christos Giagos (19-8)          | TKO (lewy sierpowy i ciosy)              | 1     | 2:09 | UFC Fight Night: Smith vs. Spann                         | 18.09.2021 | Las Vegas                | Bonus za występ wieczoru.                                 |
| Wygrana   | 16-2   | Matt Frevola (8-1-1)            | Decyzja (jednogłośna)                    | 3     | 5:00 | UFC 257                                                  | 23.01.2021 | Abu Zabi                 |                                                           |
| Wygrana   | 15-2   | Davi Ramos (10-3)               | Decyzja (jednogłośna)                    | 3     | 5:00 | UFC Fight Night: Figueiredo vs. Benavidez 2              | 18.07.2020 | Abu Zabi                 |                                                           |
| Wygrana   | 14-2   | Olivier Aubin-Mercier (11-4)    | Decyzja (jednogłośna)                    | 3     | 5:00 | UFC 240                                                  | 27.07.2019 | Edmonton                 |                                                           |
| Przegrana | 13-2   | Isłam Machaczew (16-1)          | Decyzja (jednogłośna)                    | 3     | 5:00 | UFC on ESPN+ 7: Olejnik vs. Overeem                      | 20.04.2019 | Petersburg               | Debiut w UFC.                                             |
| Wygrana   | 13-1   | Felipe Olivieri (15-5)          | KO (kopnięcie na głowę)                  | 3     | 1:25 | League S-70: Plotforma S-70 2018                         | 22.08.2018 | Soczi                    |                                                           |
| Wygrana   | 12-1   | Júnior Assunção (16-6)          | Decyzja (jednogłośna)                    | 3     | 5:00 | MFP 220/KLF: Kunlun Fight vs. Modern Fighting Pankration | 26.05.2018 | Chabarowsk               |                                                           |
| Wygrana   | 11-1   | Haotian Wu (25-12-2)            | TKO (obrotowe kopnięcie i ciosy)         | 3     | 0:31 | Gods of War World MMA Championship                       | 24.03.2018 | Pekin                    |                                                           |
| Wygrana   | 10-1   | Takenori Sato (19-11-7)         | Decyzja (jednogłośna)                    | 3     | 5:00 | MFP 214: Governor's Cup 2017                             | 02.12.2017 | Chabarowsk               |                                                           |
| Wygrana   | 9-1    | Kyung Pyo Kim (6-1)             | Decyzja (jednogłośna)                    | 3     | 5:00 | Road FC 043                                              | 28.10.2017 | Seul                     |                                                           |
| Wygrana   | 8-1    | Márcio Breno (17-5)             | Poddanie (duszenie zza pleców)           | 1     | 2:54 | League S-70: Plotforma S-70 2017                         | 08.08.2017 | Soczi                    | Powrót do wagi lekkiej.                                   |
| Wygrana   | 7-1    | Nizamuddin Ramazanov (6-1)      | Poddanie (duszenie zza pleców)           | 1     | 2:27 | MFP 209: Mayor's Cup 2017                                | 13.05.2017 | Chabarowsk               | Debiut w wadze piórkowej.                                 |
| Wygrana   | 6-1    | Gustavo Wurlitzer (17-18)       | Poddanie (duszenie zza pleców)           | 1     | 3:22 | OFS 11: Octagon Fighting Sensation 11                    | 04.03.2017 | Moskwa                   |                                                           |
| Wygrana   | 5-1    | Alexander Belikh (5-2)          | Poddanie (duszenie gilotynowe)           | 1     | 2:51 | MFP: Eastern Rubicon 2                                   | 10.12.2016 | Chabarowsk               |                                                           |
| Wygrana   | 4-1    | Dmitriy Shkrabiy (1-0)          | TKO (ciosy pięściami)                    | 1     | 2:21 | MFP 204: International Pankration Tournament             | 05.11.2016 | Władywostok              |                                                           |
| Wygrana   | 3-1    | Alexander Merezhko (7-2)        | Poddanie (duszenie anakonda)             | 2     | 1:28 | MFP: Governor's Pankration Cup 2016                      | 21.10.2016 | Pietropawłowsk Kamczacki |                                                           |
| Wygrana   | 2-1    | Ali Khaibulaev (0-0)            | KO (cios pięścią)                        | 1     | 0:33 | MFP: Cup of Administration in Modern Pankration          | 06.05.2016 | Pietropawłowsk Kamczacki |                                                           |
| Przegrana | 1-1    | Alexander Belikh (3-1)          | KO (cios pięścią)                        | 1     | 0:30 | MFP: Eastern Rubicon                                     | 12.12.2015 | Chabarowsk               |                                                           |
| Wygrana   | 1-0    | Shamil Olokhanov (0-0)          | TKO (ciosy pięściami)                    | 1     | 2:47 | MFP: Assault Nights of Spassk 2015                       | 25.09.2015 | Spassk-Dalnij            |                                                           |